# Frank Verpillat
 (mars 2023).
Si vous disposez d'ouvrages ou d'articles de référence ou si vous connaissez des sites web de qualité traitant du thème abordé ici, merci de compléter l'article en donnant les références utiles à sa vérifiabilité et en les liant à la section « Notes et références ».
Frank Verpillat (né 9 octobre 1946 à Lyon et mort à Paris le 10 octobre 2010) est un réalisateur de films, inventeur et artiste plasticien français. En 1980, il obtient le Prix de Rome de cinéma (lui donnant le statut de pensionnaire de la Villa Médicis Hors les Murs).

## Formation
Il est ancien élève de l’ENSAM[Laquelle ?].

## Filmographie

### Cinéma
D’abord programmateur et directeur de salles de cinéma à Paris (le Ranelagh en 1970, le Studio des Acacias), il travaille ensuite dans la distribution, puis la production, où il est assistant réalisateur et directeur de production. Il réalise pour le cinéma 4 courts métrages et un moyen métrage (Ève avait l’éclat métallique de l’été (1979), premier long métrage français tourné en vidéo, avec Michael Lonsdale et Daniel Mesguich, partition sonore de Michel Fano). Il cosigne l'adaptation, avec Alain Robbe-Grillet, de La Belle Captive en 1983.
Il produit ou coproduit, en France et aux États-Unis, sept longs métrages (dont La Meilleure Façon de marcher de Claude Miller, et Le Jeu avec le feu d’Alain Robbe-Grillet) et une dizaine de courts métrages.
Cofondateur en 1974 de la Société Filmoblic (avec Pierre-Henri Deleau, Jean-François Dion, Hubert Niogret et Hugo Santiago), il fonde en 1975 la société French 75 à Hollywood.
En 1977, il est nommé aux César dans la catégorie Meilleur court métrage de fiction pour le film La Nuit du beau marin peut-être (1976).

### Télévision
À partir de 1980, il écrit, réalise ou produit une quinzaine d’heures d’émissions et documentaires pour la télévision, dont Wotan (préparation pour une adaptation de la Tétralogie de Wagner), France 3, et aux États-Unis European Masterpieces.
Pour France 5, il réalise: 
- 1999 : Un rêve de Racine (scénario avec Daniel Mesguich),
- 2000 : Histoire et techniques du cinéma en relief (coécriture avec Claude Haïm)
- 2001 : Les grands stratèges et leurs chefs-d'œuvre (avec Laurent Henninger et Gabriel Peynichou)
- 2005 : Portraits de la France: 14-18, Le grand tournant[2]
- 2006 : Portraits de la France: La France dans le Monde[3]
- 2006 : Portraits de la France: La France et la construction européenne[4]
- 2008 : Portraits de la France: La Quatrième République, une république mal aimée[5]
- 2008 : Portraits de la France: La Cinquième République a 50 ans[6]

### Films institutionnels et de communication
Depuis 1978, il produit ou réalise environ deux cents programmes (principalement pour Citroën) : courts métrages institutionnels, billboards, multi écrans, films relief, sites Internet de communication, etc.
À la fin des années 1980, il est, avec Bernard Deyriès, scénariste des principales attractions de Planète Magique.
Dans les années 1990, il réalise pour France Télécom des émissions HDTV en multiplex (Auditorium du Louvre, congrès médicaux en Espagne, Maroc, Suisse), tournage d’interventions chirurgicales en HDTV relief.

## Inventions et activités techniques
Il participe à plusieurs programmes relief et multi écrans pour La Villette et le pavillon français de l'Exposition universelle de 1992 à Séville.

### Montage virtuel et récit interactif
En 1980, grâce à un financement du Plan Image du CNC (Michel Fano), Frank Verpillat réalise le premier appareil au monde de montage non linéaire fonctionnel, qu’il appelle « montage virtuel ». L’appareil utilise un Apple II, et deux lecteurs de vidéodisques Philips qui lisent tous deux les mêmes rushes. 
Jusqu’à la généralisation des images numériques au début des années 1990, le montage virtuel reste à peu près inutilisé car peu adapté aux images alors analogiques des vidéodisques. Le système EditDroid (en) de Lucasfilm, mis au point peu après, fait appel à 81 lecteurs betamax. Mais la machine de montage de Verpillat se révèle cependant utile[réf. nécessaire] dans un domaine pour lequel elle n'avait pas été prévue: le récit interactif, alors inconnu, dans lequel le spectateur décide de l'ordre des segments du récit. Des expériences[Lesquelles ?] sont conduites[réf. nécessaire] en relation avec Philips, Thomson, et le MIT. Les réflexions de Frank Verpillat[Lesquelles ?] inspireront largement[réf. nécessaire] le concours de scénarios interactifs organisé par l’Ina en 1983[réf. nécessaire].

### Le pulling, du relief avec une seule caméra
Au début des années 1990, seul Pierre Allio menait des recherches expérimentales sur les prémices de la polyscopie[réf. nécessaire] à quatre canaux, avec écrans à filtres lenticulaires. Pour le reste du monde, stéréoscopie égale alors affût complexe, à deux caméras (argentiques ou video), synchrones, avec zooms appairés et coordonnés[réf. souhaitée].
En analysant l’effet Pulfrich, Verpillat comprend que, dans certaines conditions[Lesquelles ?], un décalage temporel permet d’obtenir autant de caméras que nécessaire, toutes pourvues du même objectif[pas clair]. Avec cette technique, qu’il baptise pulling (de Pulfrich et travelling), la plupart des images existantes prises par la porte latérale d’un hélicoptère deviennent des plans relief[pas clair]. Les mêmes images peuvent resservir deux, quatre, ou huit fois, selon le type de relief[pas clair] utilisé. Alors que les calculs d'images de synthèse nécessitent encore l'utilisation de moyens lourds et onéreux, le pulling est utilisé dans la fabrication d’images de synthèse en relief[Par qui ?].

### L’holoscopie diachronique
À la fin des années 1990, Frank Verpillat met au point le principe d’un logiciel qui permet de créer des images en mélangeant les pixels d’un film, pris dans des photogrammes différents : l’image composite réunit donc des éléments photographiés à des instants différents.
Il réalise ainsi un « appareil à photographier l’espace temps ». Lorsque les images d’origine sont convenablement choisies, le logiciel peut créer des formes très différentes des images sources. Certaines rappellent les déformations de tableaux cubistes ou surréalistes (Dali, Bellmer…).

## Multimedia et internet
Frank Verpillat réalise une trentaine de programmes interactifs (CD, DVD, sites internet) et de bonus DVD et participe à la réalisation du logiciel AAsternance, créé par Michel Fano. En 2002, il est aussi d'une méthode de formation médicale en ligne.

## Journalisme et enseignement
Frank Verpillat a été conférencier et journaliste, notamment pour Le Monde Dimanche, Télérama, Encyclopædia Universalis. De 1985 à 1995, il a été chargé de cours dans les universités parisiennes de Dauphine et Censier). Il anime également des séminaires de formation audiovisuelle.

## Arts plastiques
Il expose au Salon d’Automne en 1980, puis dans diverses expositions de groupe ou personnelles.
Il fabrique des sérigraphies, entre autres avec Gilles Deyriès.
Il produit des œuvres numériques à partir de 1995, qui combinent pour l’essentiel des formes produites à l’aide du logiciel de diachronie.
À partir de 2008, il se consacre aux Hauts Reliefs Lenticulaires, qui utilisent les réseaux lenticulaires inventés par Gabriel Lippmann en 1908. L’observateur, en se déplaçant latéralement, observe successivement plusieurs éléments en relief qui se dévoilent alternativement dans une sorte d'espace 'feuilleté'. Frank Verpillat en déduit une réflexion théorique sur la consommation “péripatéticienne”  de ses œuvres (puisqu’il faut marcher devant pour en percevoir la totalité), qu’il nomme “paranoïaque feuilletée”, en hommage à Dali. Certains Hauts Reliefs sont abstraits, d’autres utilisent les formes diachroniques, d’autres encore sont des “reprises” des classiques (au sens donné[Lequel ?] à ce mot par Kierkegaard, puis Robbe-Grillet).
Il remporte le prix de la Ville de Saint-Tropez au 13e Salon International d’Art Contemporain en 2009.

## Domaine associatif et loisirs
De 1997 à 1999, il est vice-président de la Commission Supérieure Technique de l’Image et du Son (CST).
Il a été aussi membre de la Société de l'électricité, de l'électronique et des technologies de l'information et de la communication (SEE), de la Society of Motion Picture and Television Engineers (SMPTE), de la Société civile des auteurs multimédia (SCAM), de la Société des auteurs et compositeurs dramatiques (SACD).
Frank Verpillat pratiquait les arts martiaux depuis l'adolescence: bo jitsu, kyudo, aïkido. 

## Prix et nominations
- César 1977 : nomination pour le court métrage de fiction La Nuit du beau marin peut-être